# VII legislatura del Regno di Sardegna

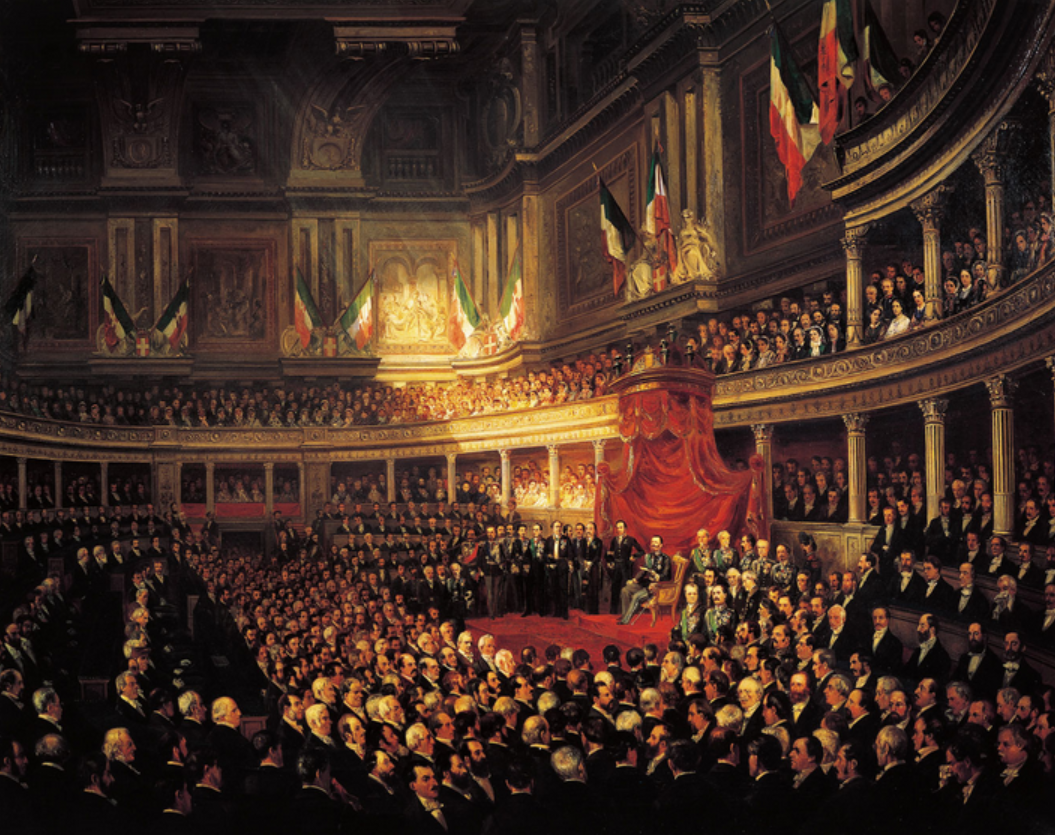

La VII legislatura del Regno di Sardegna ebbe inizio il 2 aprile 1860 e si concluse il 17 dicembre 1860.

## Elezioni
Il r.d. n. 3994 del 29 febbraio 1860 indiceva le elezioni generali per la Camera dei deputati per i giorni 25 e 29 marzo 1860. Le elezioni si effettuarono, in base alla legge elettorale varata il 20 novembre 1859 n. 3778, con il precedente sistema dello scrutinio uninominale a suffragio ristretto, con le modalità fondamentali identiche a quelle della legge precedente (n. 680 del 17 marzo 1848).
Con le annessioni al Regno di Sardegna della Lombardia (giugno 1859), dei ducati di Parma e Modena, del Granducato di Toscana, e delle Romagne (ex legazione pontificia: Bologna, Ferrara, Ravenna e Forlì), i deputati passarono da 204 a 387.
Gli elettori chiamati alle urne, nei 387 collegi, furono 258 287 (il 2,30% della popolazione residente) e i votanti (al primo scrutinio) 138 127 (il 53,50% degli aventi diritto).
Aperta in Torino il 2 aprile 1860, la legislatura durò 8 mesi e 16 giorni. Fu prorogata l'8 luglio 1860 (r.d. n. 4155) e riconvocata il 15 settembre 1860 (r.d. n. 4303). Il 17 dicembre 1860 (r.d. n. 4503) fu dichiarata chiusa. La Camera dei deputati venne sciolta con il r.d. n. 4504.

## Governi
Governi formati dai presidenti del Consiglio dei ministri su incarico reale.
1. Governo Cavour III (21 gennaio 1860 - 23 marzo 1861), presidente Camillo Benso, conte di Cavour

## Parlamento Subalpino

### Camera dei deputati
- Presidente
  - Giovanni Lanza, nominato il 10 aprile 1860 (129 voti su 219, seconda votazione)
- Vicepresidenti
  - Ferdinando Andreucci, nominato il 10 aprile 1860 (164 voti su 212)
  - Marco Minghetti, nominato il 10 aprile 1860 (156 voti su 212)
  - Sebastiano Tecchio, nominato il 10 aprile 1860 (155 voti su 212)
  - Giuseppe Malmusi, nominato il 10 aprile 1860 (133 voti su 212)

Nella legislatura la Camera tenne 73 sedute.

### Senato del Regno
- Presidente
  - Cesare Alfieri di Sostegno, nominato con regio decreto del 27 marzo 1860
- Vicepresidenti
  - Cosimo Ridolfi, nominato con regio decreto del 29 marzo 1860
  - Giuseppe Pasolini, nominato con regio decreto del 29 marzo 1860
  - Domenico Serra, nominato con regio decreto del 29 marzo 1860
  - Gabrio Casati, nominato con regio decreto del 29 marzo 1860

Nella legislatura il Senato tenne 31 sedute.

### Atti parlamentari
- Sessione del 1860. Discussioni della Camera dei Deputati, vol. 1-2, Torino, 1860.
- Sessione del 1860. Documenti, Torino, 1861.
- Sessione del 1860. Discussioni del Senato del Regno, Torino, 1875.